# Золотарёв, Анатолий Павлович
Анатолий Павлович Золотарёв (21 июля 1949, с. Корсаково, Шимановский район, Амурская область, РСФСР, СССР — 2 июня 2024, Хабаровск) — советский и российский деятель органов внутренних дел. Начальник Управления внутренних дел Хабаровского края с 1997 по 2001. Начальник Главного управления МВД России по Дальневосточному федеральному округу с 27 июля 2001 по 3 декабря 2008. Генерал-полковник милиции (2004).

## Биография
Родился в 1949 году в селе Корсаково Шимановского района Амурской области.
В 1976 году окончил Горьковскую высшую школу милиции по специальности «борьба с хищениями социалистической собственностью», а в 1989 — Академию МВД СССР.
На службе в органах внутренних дел с 1971. По направлению Кировского РК ВЛКСМ поступил на службу милиционером 2-го разряда в ОВД Центрального райисполкома Хабаровска. Работал в патрульно-постовой службе. После окончания Горьковской школы милиции продолжил службу в УБХСС (управление по борьбе с хищениями социалистической собственности) Хабаровского края.
С 1985 по 1989 — начальник УБХСС УВД Хабаровского края.
После окончания Академии МВД СССР назначен заместителем, а вскоре и первым заместителем начальника УВД Хабаровского края — начальником криминальной милиции.
Указом Президента Российской Федерации от 9 мая 1997 было присвоено специальное звание «генерал-майор милиции».
С 1997 по 2001 — начальник Управления внутренних дел Хабаровского края.
С 27 июля 2001 по 3 декабря 2008 — начальник Главного управления МВД России по Дальневосточному федеральному округу. После проведения проверки сотрудниками Центрального аппарата МВД России и Следственным управлением по Дальневосточному федеральному округу Следственного комитета при Прокуратуре России, отправлен в отставку указом Президента России «за неудовлетворительную работу по противодействию коррупции и низкие показатели оперативно-розыскной деятельности на Дальнем Востоке».
Указом Президента Российской Федерации от 23 февраля 2004 было присвоено специальное звание «генерал-полковник милиции».
С 2009 по ? — помощник председателя Правительства Хабаровского края по вопросам безопасности.
Умер 2 июня 2024 года в Хабаровске в возрасте 74 лет.

## Семья
Женат, супруга — Ирина Леонидовна. Дочь — сотрудник органов внутренних дел.

## Награды
- Ведомственные награды
- Именное оружие — пистолет Макарова
- Нагрудный знак «Почётный сотрудник МВД»
- Медаль «300 лет российской полиции» (2019)